# Ricki Herbert
Ricky Herbert est un footballeur puis entraîneur néo-zélandais, né le 10 avril 1961 à Auckland. Il évolue au poste de défenseur de la fin des années 1970 à la fin des années 1980. Il dispute la majorité de sa carrière en Océanie, évoluant notamment à Mount Wellington AFC avec qui il est trois fois champion de Nouvelle-Zélande en 1980, 1982 et 1986 et double vainqueur de la Coupe de Nouvelle-Zélande. Il évolue également en Angleterre durant deux ans au Wolverhampton Wanderers.
Cadre de la sélection néo-zélandaise, il compte 61 sélections pour sept buts et dispute la Coupe du monde 1982.
Il devient ensuite entraîneur et dirige notamment Central United FC de 1996 à 1999 avec qui il remporte le championnat de Nouvelle-Zélande et la Coupe de Nouvelle-Zélande en 1998. En 1999, il prend en main la sélection espoir de la Nouvelle-Zélande pour les campagnes de qualification aux Jeux olympiques 2000 et 2004 sans réussite, ainsi que l'équipe des moins de 17 ans en 2003. En 2005, il est désigné sélectionneur national de la Nouvelle-Zélande qu'il parvient à qualifier à la Coupe du monde 2010. Parallèlement il dirige la franchise néo-zélandaise des New Zealand Knights puis du Wellington Phoenix en championnat australien de 2006 à 2013. Il était le sélectionneur des Maldives de 2015 à 2016.

## Biographie

### Carrière de joueur
Ricky Herbert nait le 10 avril 1961 à Papatoetoe, dans la banlieue sud d'Auckland. Son père Clive est un ancien champion cycliste de Nouvelle-Zélande sur route et sur piste et devient professionnel en Australie. Il dirige ensuite l'équipe cycliste de Nouvelle-Zélande lors des Jeux olympiques 1968. Sa mère Shirley pratique elle l'athlétisme et gagne le titre de championne d'Auckland du 100 yards. Il commence le football au Papatoetoe AFC à l'âge de quatre ans puis rejoint en 1977 Mount Wellington AFC.
Évoluant au poste de défenseur central, il dispute 12 rencontres avec ce club en 1978 et connaît la même année, sa première sélection en équipe nationale des moins de 20 ans, une défaite face à l'Australie sur le score de deux buts à un. Après un passage en 1979 au Nelson United avec qui il est finaliste du tournoi Air New Zeland, il retourne à Mount Wellington AFC en 1980 et réussit le triplé Coupe-championnat-Challenge trophy. Nommé meilleur jeune joueur du championnat, il est appelé par le sélectionneur John Adshead en équipe de Nouvelle-Zélande et fait ses débuts, le 20 août 1980, face au Mexique. Les Néo-Zélandais s'imposent sur le score de quatre buts à zéro et réussissent alors une des performances majeures de leur histoire. Après un essai non concluant au Middlesbrough FC, il remporte de nouveau la saison suivante avec Mount Wellington le Challenge trophy puis, s'incline en finale de la Coupe de Nouvelle-Zélande face à Dunedin City sur le score de trois buts à un.
Titulaire lors des 15 rencontres de qualification pour la Coupe du monde 1982, il inscrit deux buts décisifs face à l'Arabie Saoudite et à la Chine. Sélectionné pour la phase finale de la compétition en Espagne, il dispute les trois rencontres du groupe. En club, après un essai non concluant au Southampton FC, il réussit de nouveau le doublé Coupe-championnat.
Ricki Herbert rejoint en 1983 le championnat d'Australie et s'engage avec Sydney Olympic FC avec qui il termine deuxième du championnat et remporte la Coupe. En 1984, il s'engage avec Auckland University, nouveau promu, qui termine dernier du championnat. Son entraîneur au Sydney Olympic FC, Tommy Docherty le fait venir en Angleterre pour jouer à Wolverhampton Wanderers, club de deuxième division. Le club connaît deux relégations successives et Ricki Herbert quitte alors le club et l'Angleterre et retourne en Nouvelle-Zélande.
Il s'engage de nouveau avec Mount Wellington AFC et remporte le championnat en fin de saison puis remporte l'année suivant le Challenge trophy. Vice-champion en 1988, il connaît sa dernière sélection en équipe de Nouvelle-Zélande le 9 avril 1989 face à Israël, rencontre comptant pour les éliminatoires de la Coupe du monde 1990 qui se termine sur le score de deux buts partout puis, met fin à sa carrière en fin de saison 1989.

### Carrière d'entraîneur
Ricki Herbert devient, en 1990, entraîneur du Papakura City FC avant de s'occuper de Papatoetoe AFC en 1993. En 1996, c'est le Central United FC qui fait appel à lui, celui-ci ne regrette pas puisque le club remporte la Coupe de Nouvelle-Zélande en 1997 et 1998 puis devient champion de Nouvelle-Zélande pour la première fois de son histoire après avoir été finaliste l'année précédente.
Le succès d'Herbert en club pousse la fédération de Nouvelle-Zélande à faire appel à lui et lui confie en 1999 la sélection des moins de 23 ans, tout en poursuivant cette charge, il devient entraîneur-adjoint de la sélection nationale et s'occupe en 2003 de la sélection des moins de 17 ans. Bien qu'il ne parvient pas à qualifier la Nouvelle-Zélande aux jeux Olympiques 2000 et 2004. Il remplace Mick Waitt à la tête de la sélection nationale le 25 février 2005. Tout en poursuivant son rôle de sélectionneur, il s'occupe en 2006 du club New Zealand Knights FC qui évolue Championnat d'Australie puis en 2007 de Wellington Phoenix FC qui remplace les Knights. À la suite des mauvais résultats du club, il démissionne en février 2013.
Il est nommé, en septembre 2015, sélectionneur des Maldives en remplacement du Bulgare Velizar Popov.

### Joueur
- Champion de Nouvelle-Zélande en 1980, 1982 et 1986 avec Mount Wellington AFC.
- Vice-champion de Nouvelle-Zélande en 1988 avec Mount Wellington AFC.
- Vainqueur de la Coupe de Nouvelle-Zélande en 1980 et 1982 avec Mount Wellington AFC.
- Finaliste de la Coupe de Nouvelle-Zélande en 1981 avec Mount Wellington AFC.
- Vainqueur de la Coupe d'Australie en 1983 avec Sydney Olympic FC.
- Vice-champion d'Australie en 1983 avec Sydney Olympic FC.
- Vainqueur du Challenge trophy en 1980, 1981 et 1987 avec Mount Wellington AFC.
- Finaliste du tournoi Air New Zealand en 1979 avec Nelson United

### Entraîneur
- Champion de Nouvelle-Zélande : 1999.
- Vainqueur de la Coupe de Nouvelle-Zélande : 1997 et 1998.
- Vainqueur de la Coupe d'Océanie de football : 2008.